# Vincent M. Fennelly
Vincent M. Fennelly est un producteur américain né le 5 juillet 1920 à Brooklyn et mort le 4 décembre 2000 à Newport Beach en Californie. 

## Biographie
Il a principalement produit des westerns.

## Filmographie partielle
- 1950 : Arizona Territory
- 1950 : Silver Raiders
- 1950 : Cherokee Uprising
- 1950 : Outlaw Gold
- 1950 : Outlaws of Texas (en) de Thomas Carr
- 1951 : Colorado Ambush (en) de Lewis D. Collins
- 1951 : Abilene Trail (en) de Lewis D. Collins
- 1951 : Man from Sonora
- 1951 : Wanted: Dead or Alive (en)
- 1951 : Canyon Raiders
- 1951 : Blazing Bullets
- 1951 : Nevada Badmen
- 1951 : Montana Desperado
- 1951 : Stagecoach Driver
- 1951 : Oklahoma Justice
- 1951 : Whistling Hills
- 1951 : Lawless Cowboys
- 1951 : The Longhorn
- 1951 : Texas Lawmen
- 1951 : Stage to Blue River
- 1952 : Texas City (en) de Lewis D. Collins
- 1952 : Night Raiders (en) de  Howard Bretherton
- 1952 : Waco
- 1952 : Man from the Black Hills
- 1952 : The Gunman
- 1952 : Kansas Territory
- 1952 : Wagons West (en) de Ford Beebe
- 1952 : Dead Man's Trail
- 1952 : Montana Incident
- 1952 : Fargo (en)
- 1952 : Canyon Ambush
- 1952 : The Maverick
- 1953 : Star of Texas
- 1953 : The Homesteaders
- 1953 : The Marksman
- 1953 : Rebel City
- 1953 : Topeka
- 1953 : The Fighting Lawman
- 1953 : Vigilante Terror
- 1953 : Texas Bad Man (it)
- 1954 : Bitter Creek
- 1954 : The Forty-Niners
- 1954 : The Desperado de Thomas Carr
- 1954 : Two Guns and a Badge
- 1955 : Dial Red O
- 1955 : Seven Angry Men
- 1955 : Bobby Ware Is Missing
- 1955 : Le Doigt sur la gâchette (At Gunpoint)
- 1956 : Face au crime (Crime in the Streets)
- 1957 : Last of the Badmen
- 1969 : Les Colts des sept mercenaires (Guns of the Magnificent Seven) de Paul Wendkos
- 1970 : Les Canons de Cordoba (Cannon for Cordoba) de Paul Wendkos